# Мияги (остров, Окинава)
Мияги или Миягидзима (яп. 宮城島, Miyagi-jima, окинавск. Naagushiku-jima) — остров в группе островов Йокацу, префектура Окинава, Япония. На окинавском языке остров также известен как Таканахаридзима (タカナハリジマ), в переводе означает «высокий и далёкий остров» (это отсылает к тому, что он выше других близлежащих островов). Площадь острова 5.54 км².
Мияги соединён с островом Окинава мостом через остров Хендза. На острове расположены 4 деревни: Уэхара (上原), Мияги (宮城), Тобару (桃原) и Икеми (池味).

## История
Наряду с остальными островами Ёкацу, Мияги находился под контролем королевства Тюдзан в период Сандзан. В 1429 году Тюдзан объединил острова группы Рюкю и образовал Королевство Рюкю. Когда Мияги находился под властью королевства он использовался как место ссылки для политических преступников. В 1879 году королевство Рюкю было присоединено к Японской империи, а контроль над островом Мияги был передан префектуре Окинава.
В конце Второй мировой войны остров Мияги перешел под контроль Гражданской администрации Соединенных Штатов на островах Рюкю с 1950 по 1972 год. Остров был возвращён Японии после Окинавского соглашения о возвращении.
Как свидетельствуют руины Сигуму и Такамине, люди населяли остров с древних времён.